# Ostapivka, Arbuzînka
Ostapivka (în ucraineană Остапівка) este un sat în comuna Semenivka din raionul Arbuzînka, regiunea Mîkolaiiv, Ucraina.

## Demografie
Componența lingvistică a localității Ostapivka
     Ucraineană (89,11%)
     Rusă (9,9%)
     Alte limbi (0,99%)
Conform recensământului din 2001, majoritatea populației localității Ostapivka era vorbitoare de ucraineană (89,11%), existând în minoritate și vorbitori de rusă (9,9%).